# Karl Brugger
Karl Brugger (1941, München – 3 tháng 1 năm 1984, Rio de Janeiro) là phóng viên nước ngoài người Đức của mạng truyền hình ARD và tác giả, nổi tiếng với cuốn sách Biên niên sử Akakor viết về thành phố được cho là bị mất tích Akakor.
Ông sinh trưởng tại München và theo học báo chí và lịch sử đương đại ở đó và ở Paris. Brugger hoạt động với tư cách một nhà báo tự do trước khi, từ năm 1974, là phóng viên của ARD. Brugger đã bị bắn hạ ở Rio de Janeiro năm 1984 khi đang đi dạo cùng người bạn Ulrich Encke tại bãi biển Ipanema nổi tiếng. Không ai biết rõ danh tính kẻ giết ông, cũng như động cơ giết người của hung thủ.